# Puerto del Son

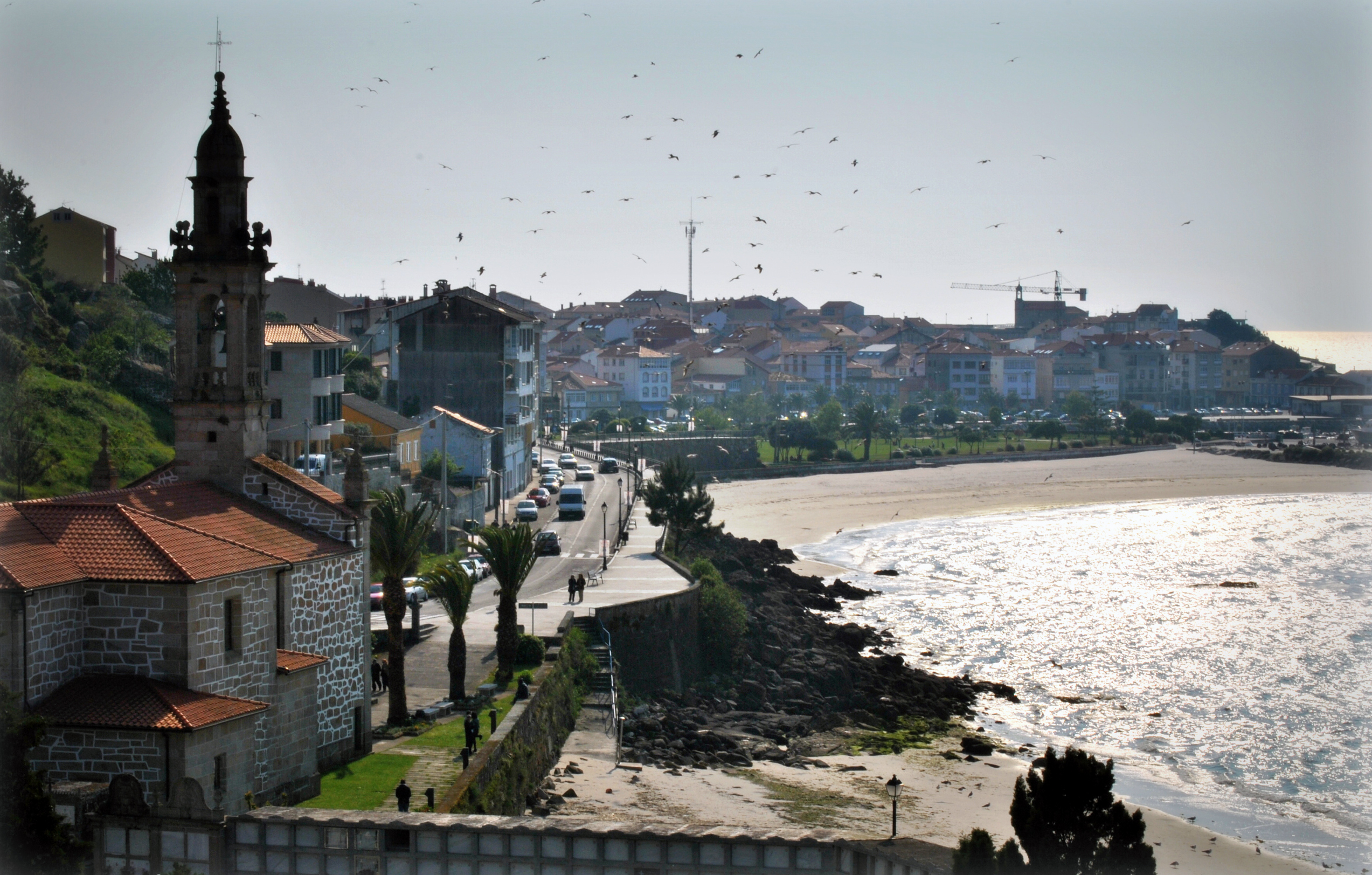
Villa de Puerto del Son.

Puerto del Son (en gallego y oficialmente Porto do Son, aunque también existe la forma O Porto do Son) es una villa y municipio de la provincia de La Coruña (Galicia, España), perteneciente a la Comarca de Noya. El término municipal ocupa el lado noroeste de la península del Barbanza. Limita por todo el lado sureste con los municipios de Boiro, Puebla del Caramiñal y Riveira y al noreste con los de Noya y Lousame. Posee una superficie de 94,58 km², siendo el municipio más extenso del Barbanza.
En 2013 su población era de 9613 habitantes, repartidos en 146 núcleos de población. Sus localidades principales son Portosín y la villa de Puerto del Son, su cabecera municipal.

## Etimología del topónimo
Según el Padre Manuel Rodríguez Pazos, el término Porto de Oçon aparece en documentos desde el siglo XV.
Más adelante, cuando en el año 1588 se traduce al castellano la obra Theatrum Orbis Terrarum de Abraham Ortelius, en ella aparece el primer mapa de Galicia tan conocido en versión de Fray Hernando Ojea. En este mapa aparece como Doçon.
Doçon aparece también en el mapa de Galicia incluido en el Atlas de Mercátor (edición de 1632), y de igual modo aparece en el mapa de Giacomo Cantelli da Vignola (Roma, 1696).
En actas notariales de la época aparecen nombres propios de personas seguidas del término Porto d’Oçon. También, durante todo el siglo XVII y XVIII las partidas de bautismo comienzan con el locativo Puerto d’Oçon. Fue solo a finales del siglo XVIII y comienzos del XIX cuando se realizó la incorrecta segmentación del término en Do-Son, al interpretarse la primera sílaba como la contracción del gallego de+o (de+el), lo que dio lugar al topónimo Porto do Son (Puerto del Son).
En el primer censo oficial realizado, aparece el topónimo oficial Son, a secas, que cambió en los años 1940 a Puerto del Son y finalmente, con la Ley de normalización lingüística de 1983 se adoptó como forma oficial Porto do Son.
Estos falsos cortes se han producido también en otros topónimos en español, como Avania > A Baña > La Baña, Ocrobe > Ogrobe > O Grobe > El Grove, o Aqua lata > Agolada > A Golada > La Golada > Golada.
El antropólogo y arqueólogo gallego Francisco Calo Lourido, en su libro La cultura de un pueblo marinero: Porto do Son 1978, apunta a que el nombre proviene del latín Portus Dorsum (puerto del otro lado) en referencia al lugar geográfico que ocupa en la península del Barbanza.

### Portosín
En cuanto a la otra villa del municipio, Portosín, se cree que posiblemente puede derivar del nombre con el que se conocía una supuesta villa romana que existía cerca de la actual, la cual era conocida como Portus Sinum o Portus Sinus, que en latín significa puerto del golfo o puerto de la bahía en referencia a la ría de Muros y Noya.

## Geografía

### Relieve

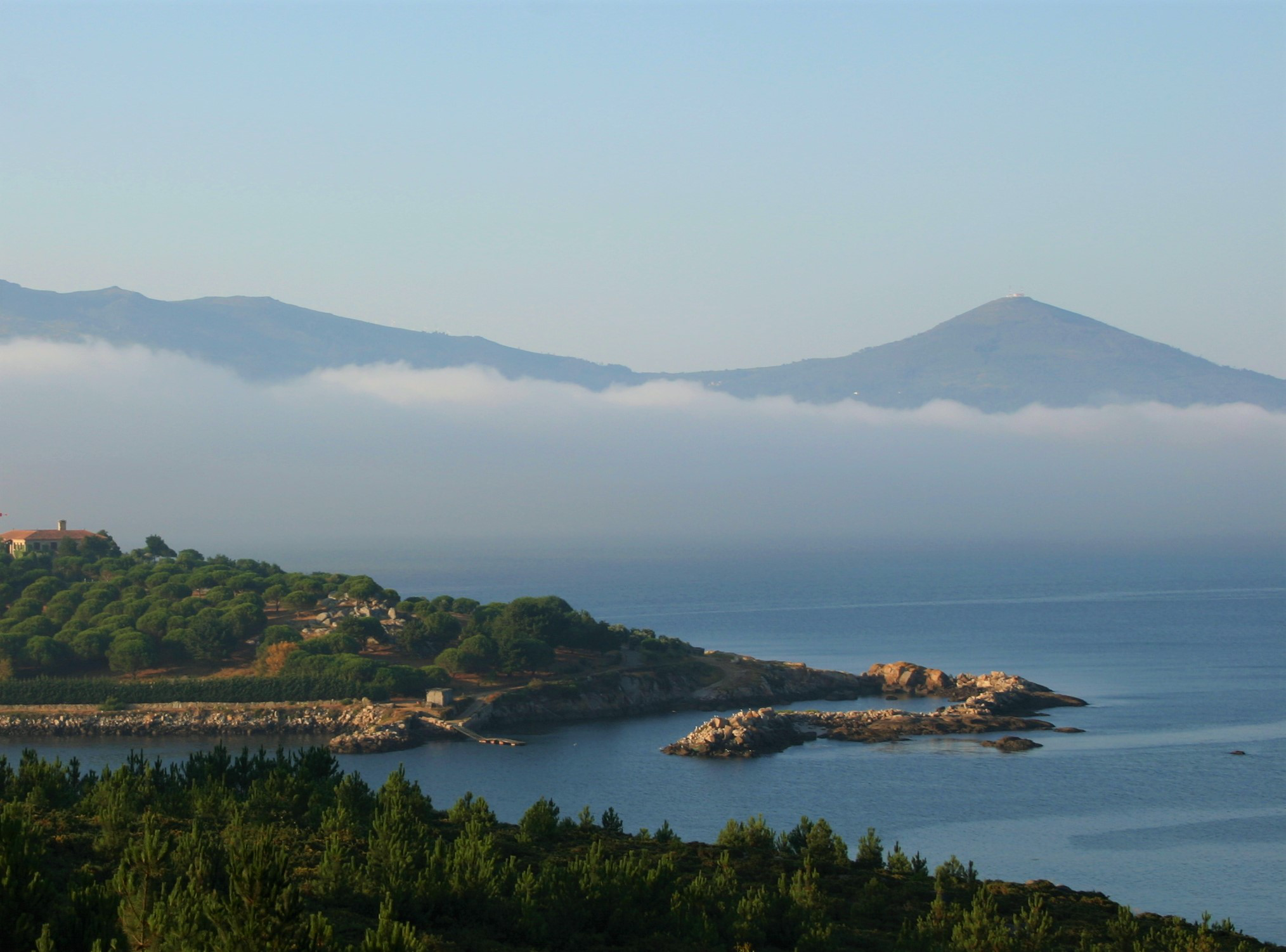
Monte Enxa, a la derecha en forma de pico, fotografiado desde Esteiro (Muros).

La península del Barbanza es una tierra muy accidentada y Puerto del Son no es una excepción. El relieve es muy contrastado, debido a que la parte norte de la sierra del Barbanza está en el territorio de puerto del Son. 
El terreno pasa bruscamente del nivel del mar a las montañas situadas en la parte interior del municipio, reduciendo la parte llana a una pequeña franja litoral que solo supera los dos kilómetros en el curso de algunos ríos que nacen en la sierra del Barbanza. Esta superficie llana está a una altura que puede alcanzar hasta los 100 metros sobre el nivel del mar y se ensancha a partir de la parroquia de Baroña, teniendo su máxima extensión en Queiruga, Nebra y Juno.
Las pendientes más pronunciadas del municipio se encuentran en el interior debido a la sierra del Barbanza, ya que la erosión de los ríos ha excavado los valles.
La montaña más alta del municipio y de todo el Barbanza es el Iroite con 685 metros, el cual también se expande por los municipios de Lousame y Boiro. Otra montaña importante del municipio es el pico Forcados, situada al noroeste de A Curota, se eleva 618 metros y está coronada por antenas. Otro monte del municipio es el Enxa; mide 543 metros y tiene forma puntiaguda y es claramente independiente de la sierra del Barbanza. Pegado a este monte anterior está el monte Dordo, situado justo detrás de la villa de Puerto del Son.

### Hidrografía
La red hidrográfica del municipio está formada por pequeños ríos que nacen en la sierra del Barbanza y recorren poco terreno hasta llegar a desembocar en el mar. El caudal de estos ríos, aunque no es muy abundante, mantiene un buen nivel en primavera, aumentando en otoño e invierno.

#### Ríos

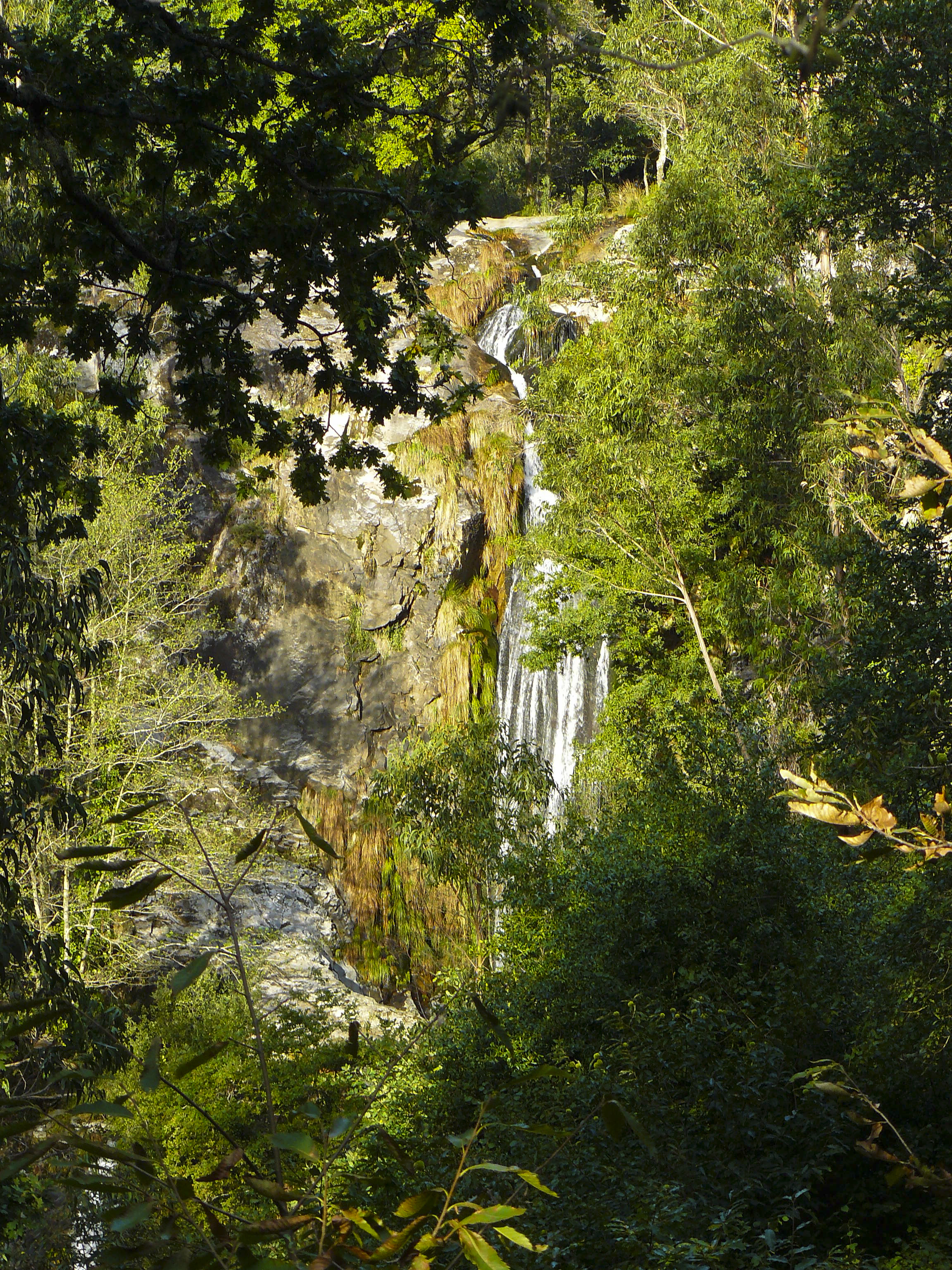
Catarata del Río Sieira.

De norte a sur a lo largo de la línea de costa encontramos los siguientes ríos en Puerto del Son:
- El río Ornanda, de escasa longitud, nace a 300 metros en el vecino municipio de Lousame, recorre la parroquia de Miñortos y desemboca en la playa de As Gaviotas.

- El río Igrexa, nace a 500 metros, tiene escaso caudal y desemboca en medio de la playa de Coira.

- El río Sandián, de corto recorrido, nace a 440 metros, atraviesa la aldea de A Silva y también desemboca en la playa de Coira, en el final, cerca de la playa de O Pozo.

- Rego Sancho, pequeño riachuelo que desemboca en la playa de O Pozo, luego de atravesar la aldea de Beneso.

- El río Cans, uno de los más largos del municipio, nace a 400 metros cerca del alto de Bouzachán y desemboca en la playa de Aguieira pocos metros después de juntarse con el río Quintáns.

- El río Quintáns nace en la ladera sureste del Monte Enxa. Tiene varios afluentes que le llegan desde el este antes de regar el fértil valle de Nebra. En su tramo final se junta con el río Cans para desembocar juntos en la playa de Aguieira.

- El Rego de Porto Vello es un riachuelo muy pequeño y de escaso recorrido, que desemboca en la playa de Subiglesia, cerca del Son.

- El río Maior y el río Pequeño desembocan en la pequeña playa del Dique, luego de recibir a su afluente el riachuelo Fontán. Además de este, tiene varios afluentes de pequeño tamaño, pero muy importantes para la agricultura de la zona.

- El Rego Corzo es un riachuelo que desemboca en la playa Pimenta.

- El río Sieira es el río más caudaloso y de mayor longitud del municipio. Nace en Valiantes, en Os Altos de Raña y toma dirección de norte a sur, hasta que en Juno toma dirección oeste y desemboca en la playa de río Sieira. Tiene un gran número de afluentes, que son pequeños riachuelos, pero el más destacado es el que nace en la aldea de Inxerto y que tiene una preciosa catarata. Sobre este río existe un puente de origen romano.

#### Lagunas

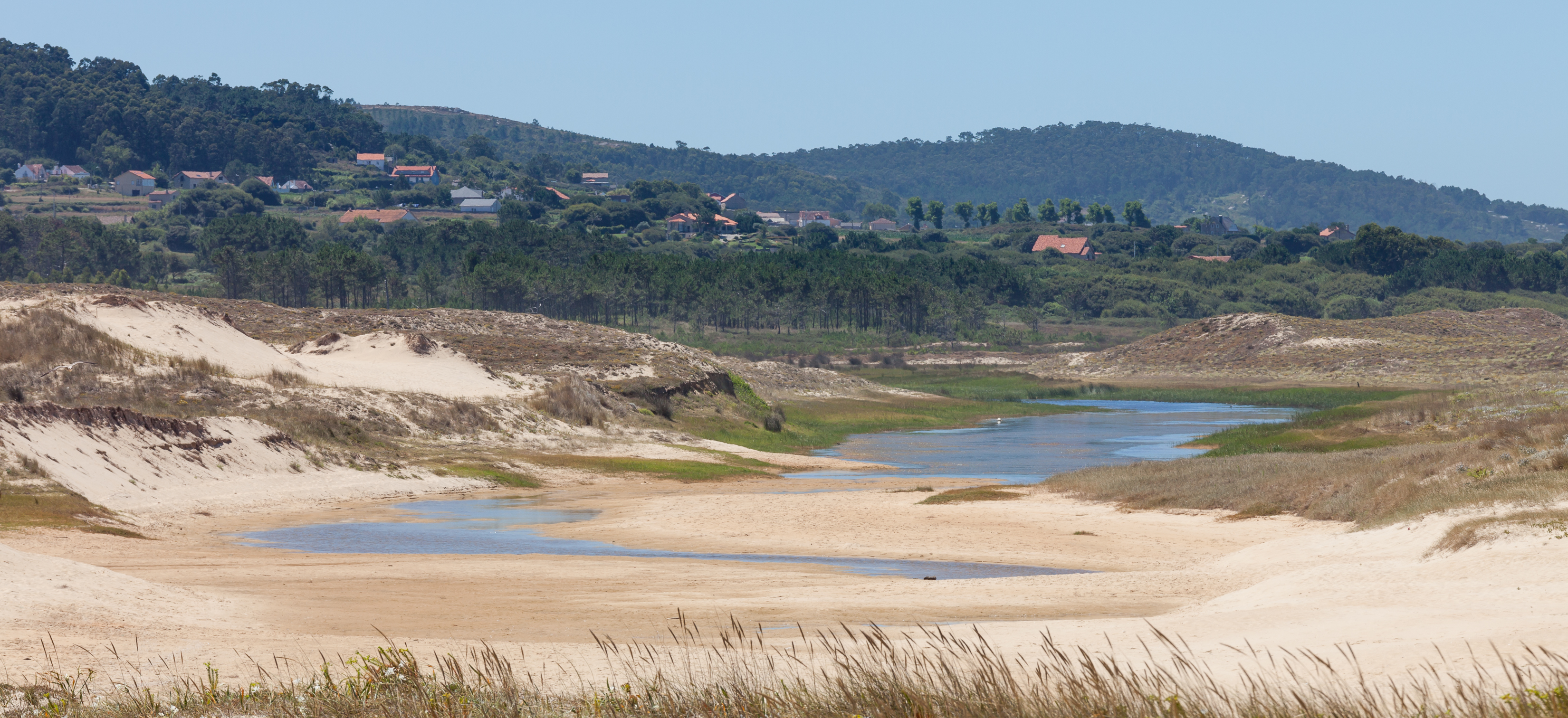
Laguna de Muro.

En Puerto del Son existen dos Lagunas: la de Juno y la de Muro. Ambas están en buen estado de conservación.
- La lagoa de Muro, también conocida como Lagoa de Basoñas, está separada del mar por un cordón de dunas fijas y por la playa de as Furnas. Su tamaño se reduce considerablemente durante el estío, por lo que su agua es ligeramente salada.

- La lagoa de Xuño está situada al norte de la de Muro. Es redondeada y está más separada del mar. No tiene ningún contacto con el mar y su agua es poco salada.

### Clima
El clima del municipio se caracteriza por las elevadas precipitaciones, la débil oscilación térmica, la suavidad de las temperaturas y el déficit hídrico en periodo estival. Los caracteres principales del ambiente atmosférico están ligados a la influencia del mar.
Debido a los grandes contrastes del terreno el clima varía, aumentando las precipitaciones en las cumbres de los montes, así como disminuyendo la temperatura en una media de 2 °C desde la costa hasta la sierra del Barbanza. La temperatura media del municipio es de 14 °C.

### Playas
En el municipio de Puerto del Son existe un gran número de playas y calas. De norte a sur, desde Noya hasta Ribeira, las playas son:

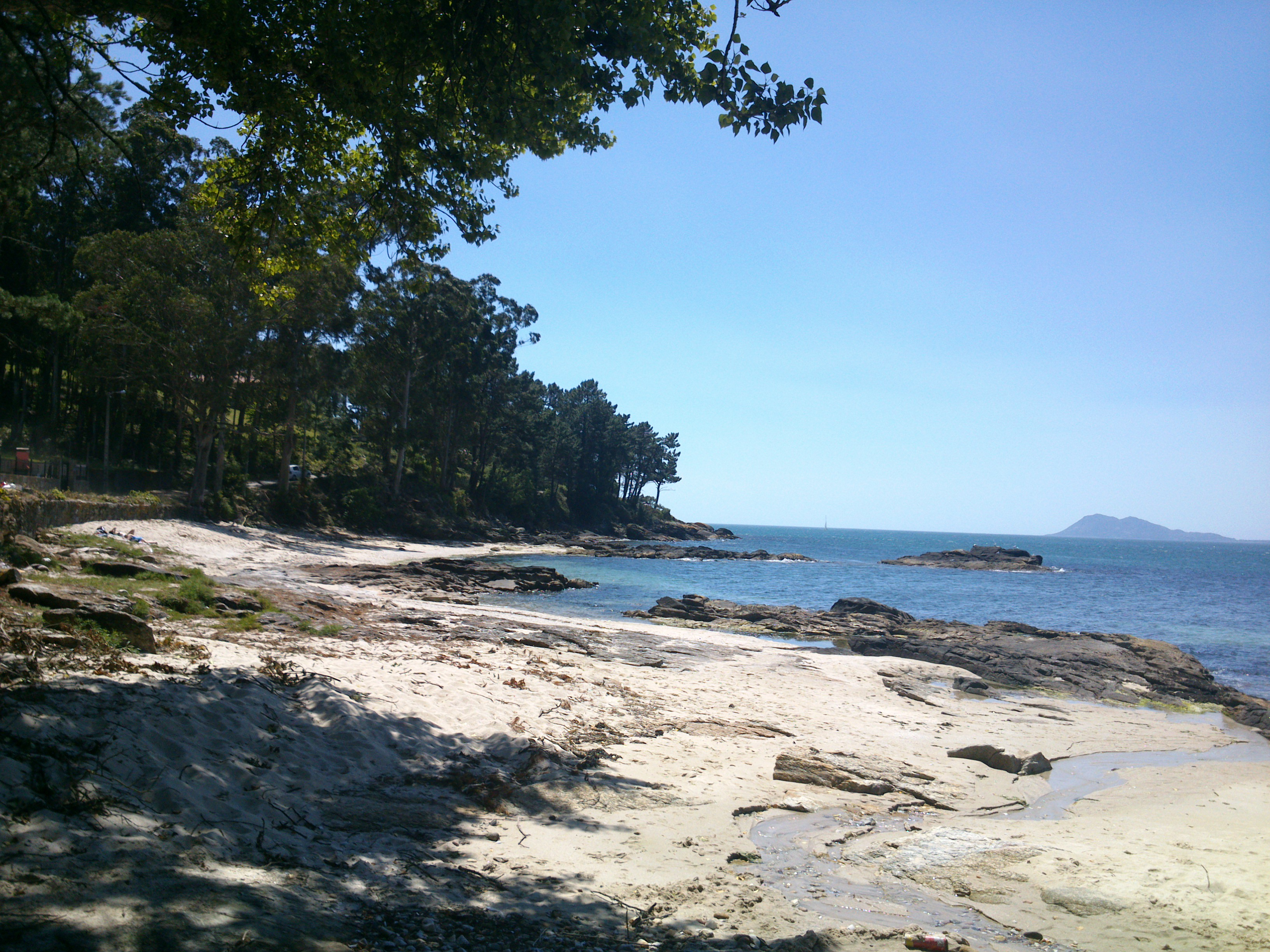
Playa de A Telleira.

- La playa de Telleira es una pequeña playa al pie de la aldea de Telleira. Es una playa muy estrecha, con poca arena y algunas rocas. Tiene una longitud de 150 m y tiene poca ocupación.

- Cala de punta Batuda es una pequeña cala de unos 50 m con poco oleaje.

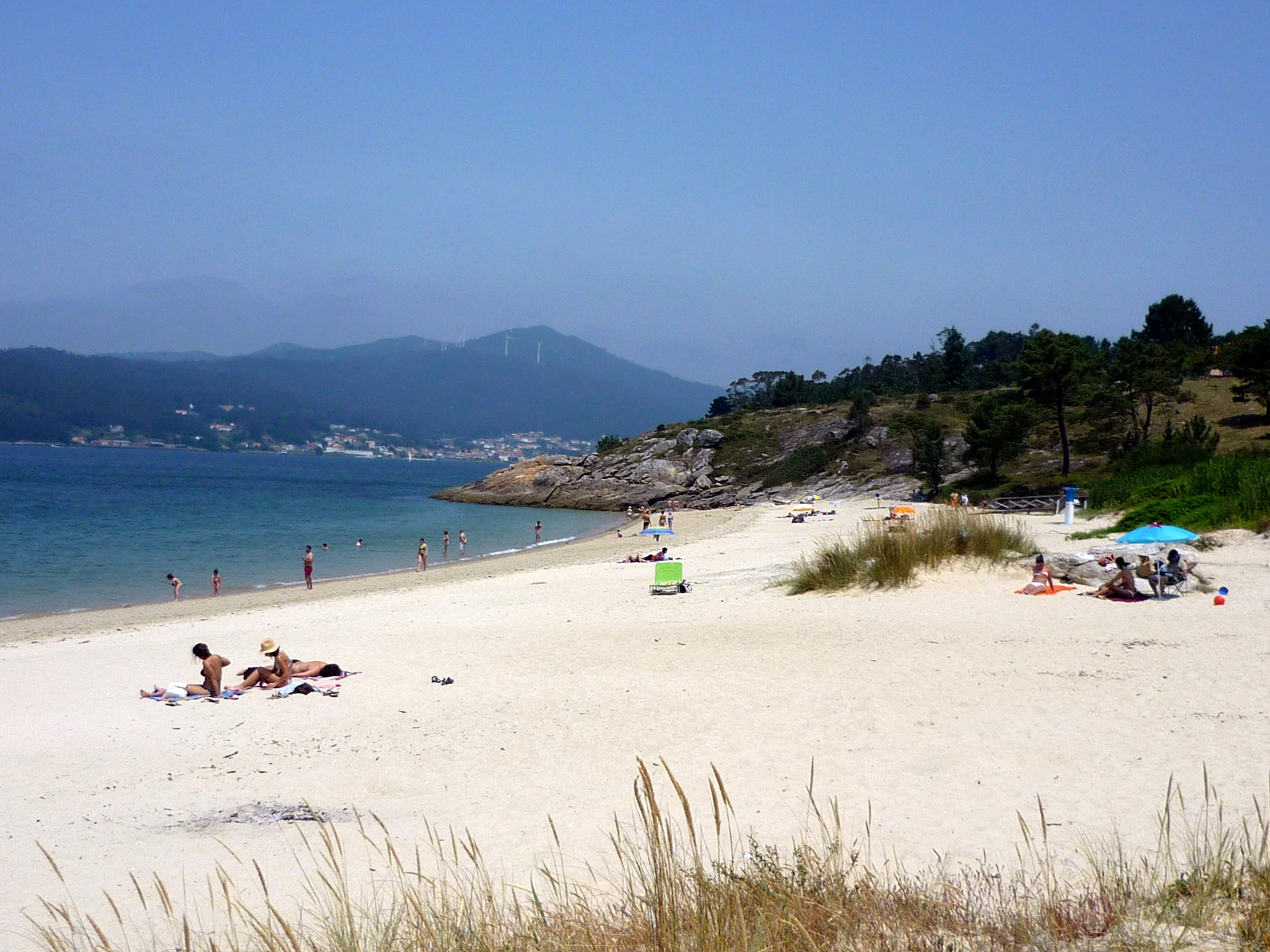
Playa de Ornanda o playa de As Gaviotas.

- La playa de Ornanda, también conocida como playa de As Gaviotas, es la playa más grande de la parroquia de Miñortos. Es una playa de arena blanca de gran calidad muy frecuentada por vecinos de toda la zona de Santiago y de la comarca de Noya. Tiene una longitud de 300 m y aguas tranquilas. Está al pie de la aldea de Linteiros, tiene una serie de establecimientos y está cerca del camping de punta Batuda.

- A Gafa es una pequeña playa situada al pie de la aldea del mismo nombre, cerca del club náutico de Portosín y tiene un alto número de bañistas. Tiene una longitud de 80 m. Pertenece a la parroquia de Miñortos.

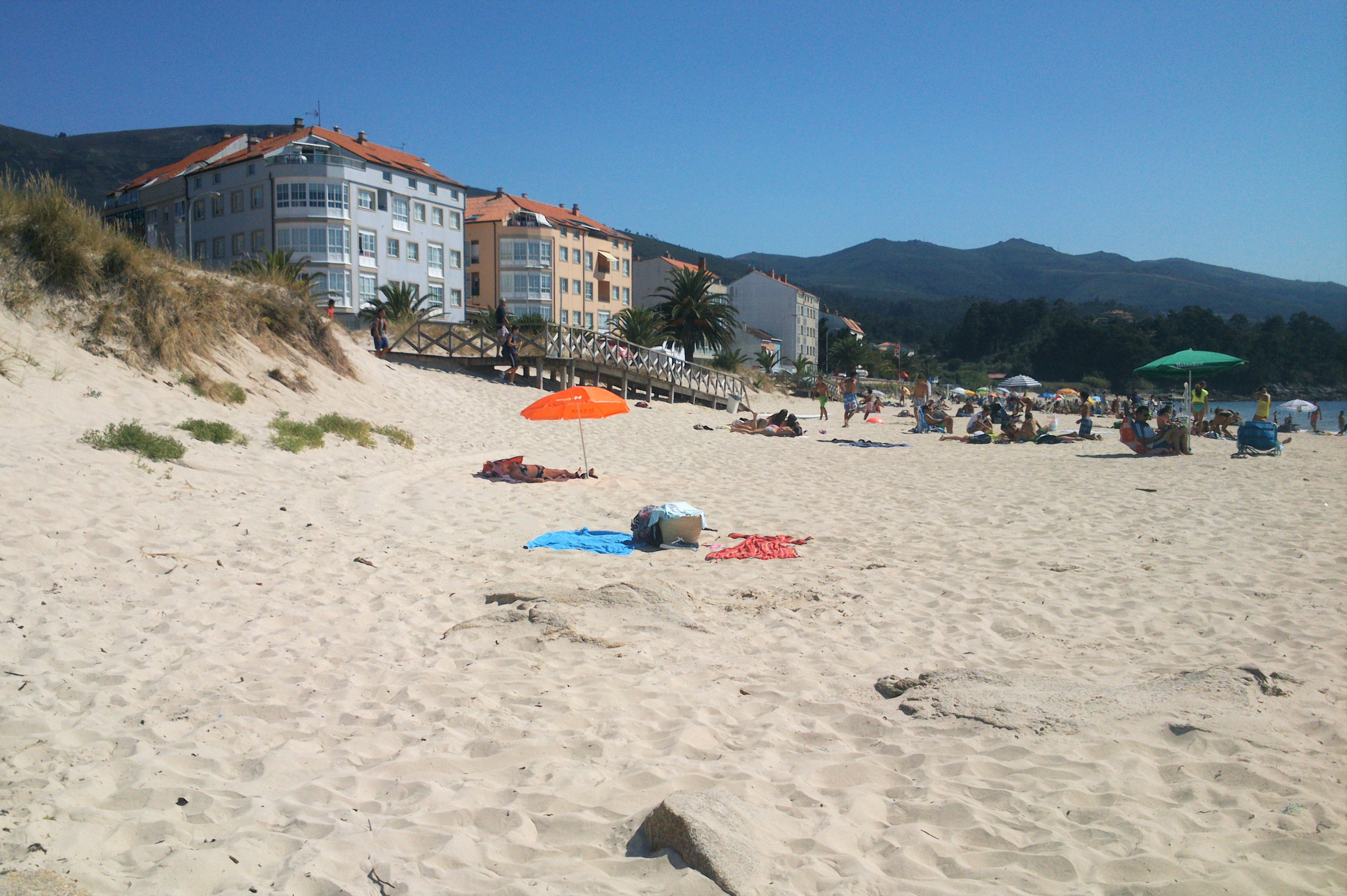
Playa de Coira en Portosín.

- La playa de Coira también es conocida con el nombre de playa de Portosín, debido a que está al pie de esta villa. Tiene una longitud de cerca de 1000 m, aunque anteriormente la playa tenía una extensión mucho mayor sobre la que se construyó el puerto. Tiene una alta ocupación, poco oleaje y arena blanca. Está muy urbanizada y pertenece a la parroquia de Goyanes.

- O Pozo son en realidad dos playas que suman entre las dos aproximadamente 480 m de longitud. La más pequeña es conocida como playa de O Pozo pequeña o playa de Langaño. Está aislada con poca urbanización, cerca de la aldea de O Pozo y Beneso. Tiene poco oleaje y arena blanca. Pertenece a la parroquia de Goyanes.

- A Aguieira con 1700 m de longitud, es una de las más extensas de Puerto del Son. Es una playa de arena blanca con poco oleaje y poco urbanizada, con una gran valor ecológico y paisajístico. Tiene vigilancia ya que es una playa muy frecuentada. La mayor parte pertenece a la parroquia de Nebra, pero una pequeña parte pertenece a Goyanes.

- La playa de Caveiro toma su nombre de la aldea junto a la que se encuentra, así como del saliente rocoso Punta Cabeiro. Tiene una longitud de 1200 m, arena blanca, alta ocupación y poco oleaje.

- La playa de Subiglesia está situada al pie de la villa de Puerto del Son, más concretamente al pie de la iglesia de San Vicente de Noal. Está pegada a la playa de O Cruceiro, tiene una longitud de 400 m, normalmente tiene poca ocupación y tiene poco oleaje.

- O Cruceiro, conocida también como playa de O Son por estar al pie de esta villa, tiene 170 m de longitud y alta ocupación. Tiene arena blanca y poco oleaje.

- La playa de Fonforrón está al pie de un acantilado y tiene una longitud de unos 650 m con marea baja. Tiene un grado de ocupación alto, oleaje moderado y arena blanca. Está cerca de la Villa del Son. Cuando sube la marea la mayor parte de la playa queda bajo el mar y las rocas acaban separándola en varias playas pequeñas.

- La playa de Arnela es una playa de arena blanca y con muchas rocas. Tiene una longitud de 280 m y un grado de ocupación medio.

- La playa de Baroña, también conocida como playa de Area Longa, está situada al pie del castro de Baroña. Tiene una longitud de 350 m, arena blanca/dorada y mucho oleaje. Está incluida en la Red Natura 2000.

- La playa de O Dique, también conocida como playa de Río Maior debido a que en ella desemboca el río con ese nombre, es una playa de 80 m de longitud, aunque con marea baja su extensión aumenta considerablemente. Está aislada, tiene arena blanca/dorada y tiene fuerte oleaje. Está incluida en la Red Natura 2000. El nombre de playa de O Dique se cree que puede deberse al hundimiento de un barco en ese lugar.

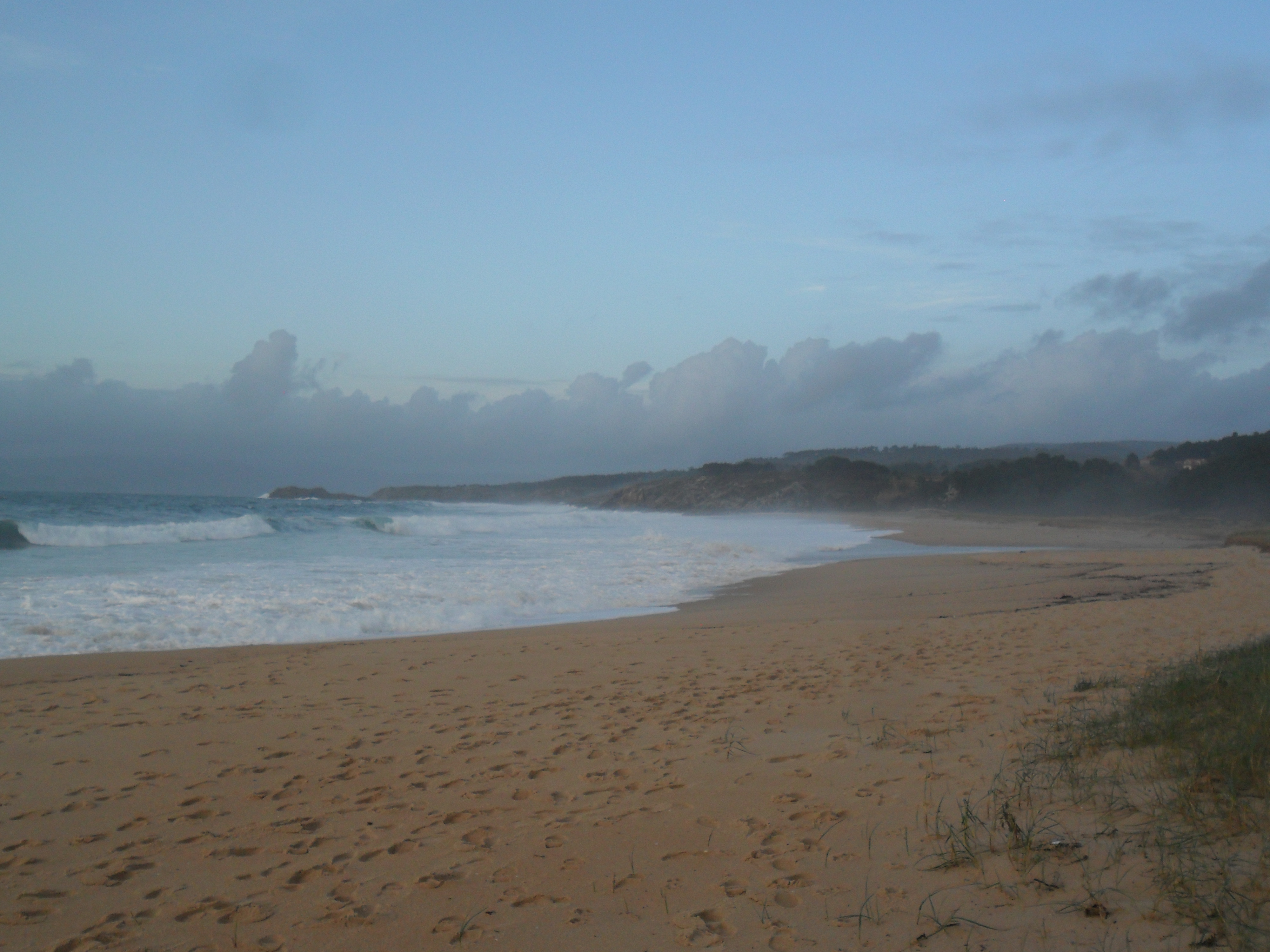
Playa de Queiruga.

- La playa de Queiruga tiene una extensión de 1200 , es de arena dorada, de fuerte oleaje y tiene una ocupación media.

- La playa de Río Sieira o Boca do Río recibe el nombre debido a que en ella desemboca el río Sieira, aunque también se le conoce como playa de Caamaño. Tiene una extensión de cerca de 950 m. Está poco urbanizada y está aislada, tiene arena blanca/dorada y mucho oleaje.

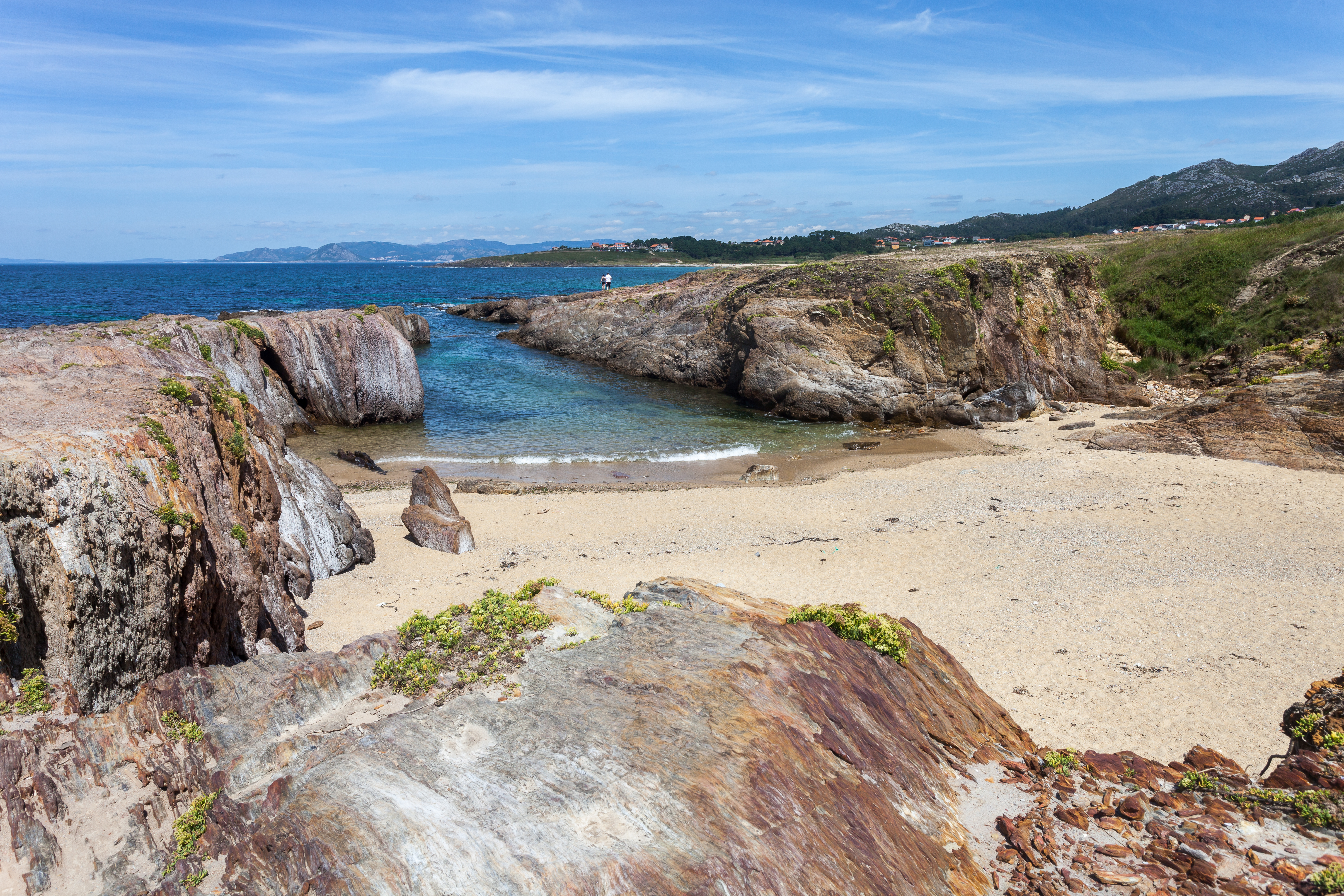
Cala en la playa de As Furnas.

- La playa de As Furnas son unas pequeñas calas sobre las que se elevan grandes piedras formando pequeños acantilados. Tiene poca extensión y está pegada a la playa de Río Sieira y Basoñas, separadas por las rocas. Está en una zona de mucho oleaje y está poco urbanizada. Esta playa es conocida por ser el lugar que Ramón Sampedro quedó tetrapléjico.

- La playa de Basoñas, también llamada playa de Juno, playa de Areas Longas o playa Cativa (y en ocasiones As Furnas por estar pegada a esta playa) es la playa más extensa de Puerto del Son, con 2100 m de longitud. En esta playa están las lagunas de Muro y Juno. Tiene fuerte oleaje, poca ocupación, arena dorada. Se extiende por las parroquias de Juno y Muro. A pesar de ser una única playa, la parte de esta situada en la parroquia de Juno, se le conoce como playa de Juno, mientras que la parte de la playa perteneciente a la parroquia de Muro es conocida como playa de Areas Longas.

- Playa Meirreira es una pequeña playa de 300 m, con bastantes rocas y con fuerte oleaje.

- La playa de A Catia es una pequeña playa de unos 200 m separada de las playas limítrofes por rocas.

- La playa de Seráns, playa Súas Brañas y la playa de os Regos son tres pequeñas calas separadas por rocas de 200 m de longitud entre las tres. Están pegadas a la playa de Basoñas, tienen arena dorada, son ventosas con fuerte oleaje y están aisladas. Pertenecen a la parroquia de Muro.

- La playa de Recaveira o Espiñerido tiene una longitud de 1000 m, aunque una parte de esta playa pertenece al municipio de Ribeira. Tiene fuerte oleaje, es de arena dorada y es frecuentada por nudistas.

## Historia

### Prehistoria

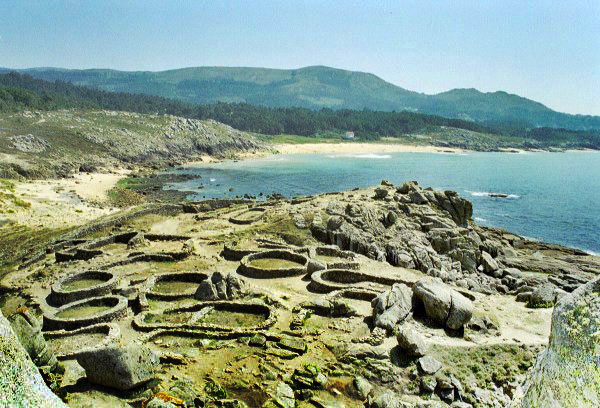
Castro de Baroña.

No es posible afirmar la presencia humana en Puerto del Son durante el paleolítico, y a pesar de la afirmación de que se encontraron artilugios de esta época, estos no fueron estudiados y actualmente se desconoce su paradero. 
Sí existen, en cambio, evidencias de la presencia humana en el periodo megalítico. Los elementos más abundantes son las mámoas, lo que nos da a entender que ya había asentamientos en el territorio de Puerto del Son en esta época. También se han encontrado en el monte Dordo recientemente unos grabados en piedra que podrían datar de la misma época.
En Puerto del Son existen restos de nueve castros, una cuarta parte del total de todo el Barbanza. Estos castros son los de Miñortos, Foloña, Enxa, Baroña, Lagoa, Nadelas, Caamaño, Illa do Mar y Burleu. Sin duda, el más importante es el de Baroña, ya que es uno de los mejor conservados y más conocidos de Galicia. Existen discrepancias entre los historiadores sobre quienes fueron los pobladores de estos castros: mientras que algunos defienden que fueron los celtas, otros aseguran que no existen evidencias suficientes para demostrar esto. Los castros estuvieron habitados hasta uno o dos siglos después de la llegada de los romanos.

### Edad Antigua

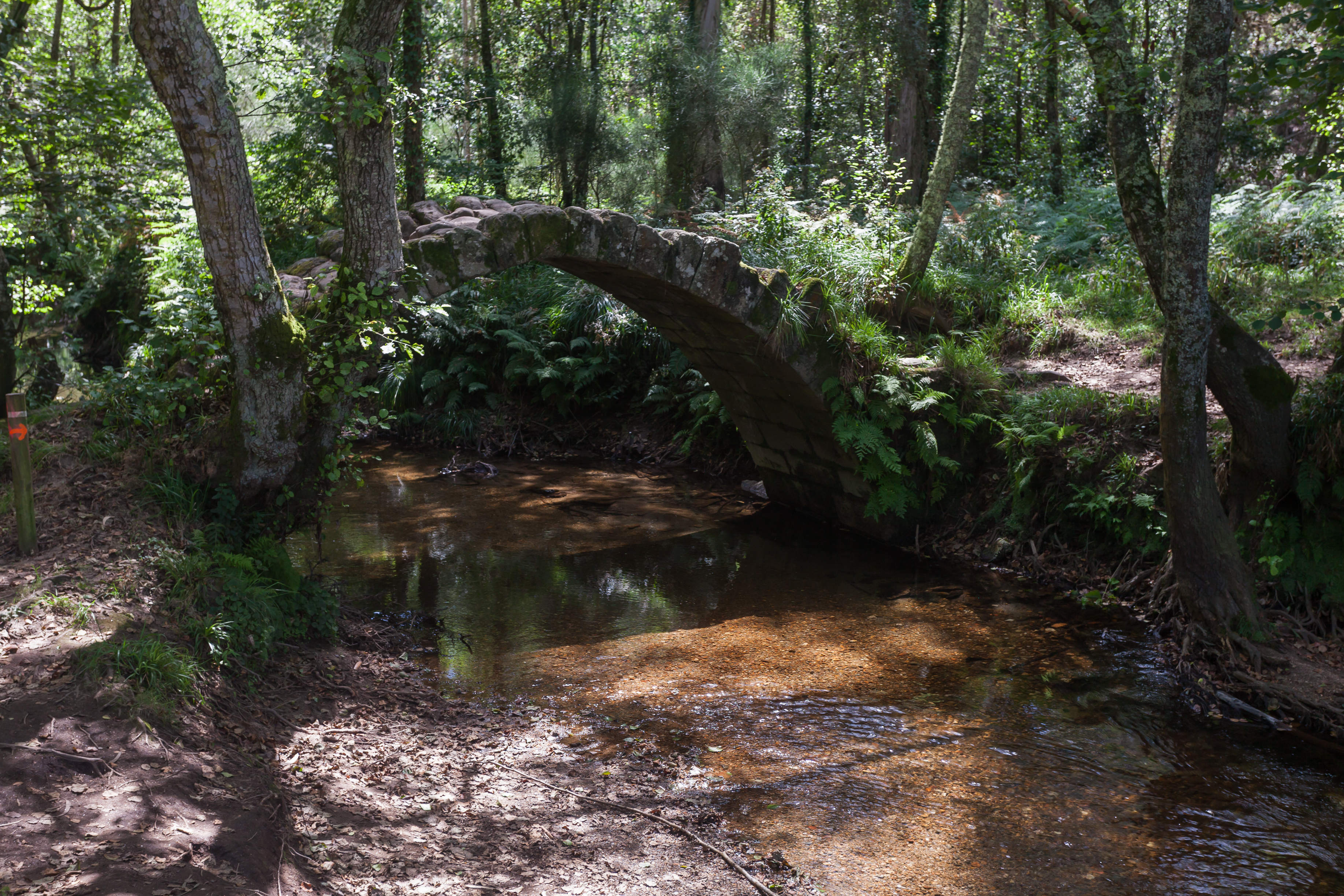
Se cree que el puente de Juno sobre el río Sieira puede ser de origen romano.

La presencia de los romanos en el territorio de Puerto del Son queda plasmada en una ara dedicada a Diana, encontrada en la iglesia de San Pedro de Baroña, una lápida funeraria de mármol encontrada en Queiruga, dedicada a Rufinus Seiliensis y otra ara datada en el siglo II a. C. que hoy en día está en la biblioteca municipal. Algunos historiadores consideran de origen romano los restos de una vía que podía ser una escisión de la vía per loca maritima (una importante vía romana de la Gallaecia) y que cruzaba el Barbanza y se bifurcaba por un lado hacia Nebra y por otro hacia el castro de Baroña, pero esto no ha podido ser probado. Otros autores también consideran que el puente sobre el río Sieira, en Juno, es de esta época. 
Se cree que en la ubicación de la actual Portosín pudo existir una pequeña villa romana. Se han encontrado aras y lápidas funerarias así como una gran concentración de restos arqueológicos en la zona, además de existir pruebas que indican que la actual iglesia parroquial de Goyanes puede tener su origen en un templo que pertenecía a esta villa romana, que existió sobre el siglo III. Existen evidencias de que el territorio de Portosín era conocido en esta época como Portus Sinum o Portus Sinus y que posiblemente el topónimo de la villa provenga de esta época.

### Edad Media
Luego de la caída del Imperio Romano llegaron los suevos al territorio de Gallaecia y más tarde los visigodos. Fue durante esta época cuando se creó la división parroquial que aún se conserva hoy en día.
De la época medieval no se conserva documentación sobre el territorio sonense, aunque se sabe que en esta época la zona era saqueada constantemente por piratas. Los musulmanes apenas llegaron a instalarse en esta zona durante la conquista de la Península.

### Edad Moderna
En el siglo XVI, aunque pequeña, la villa era un importante puerto pesquero. 
En el siglo XVII el territorio sonense estaba repartido entre la Iglesia y señores como los Patiño, Caamaño o Ageitos. Una casa importante fue la casa de Nebra que tuvo posesiones en siete parroquias de Puerto del Son. Finalmente entran en esta casa miembros de casas como los Sotomayor o Mosquera. A partir de este siglo crece la población, gracias en buena medida a la expansión del maíz, base de un sistema de rentas agrarias que sostiene al clero rural, cuyo poder se simboliza en las casas rectorales y en sus palomares, y a la nobleza, con un solar destacado en el pazo de Nebra. El triunfo de este nuevo cultivo explica la proliferación de hórreos y molinos, obra de canteros locales de merecida fama.
En la Edad Moderna la pesca era el motor de la economía sonense. Existen registros sobre pleitos pesqueros a lo largo de toda la Edad Moderna que enfrentaron a los vecinos de Puerto del Son con las autoridades de Noya, señorío del cual dependía en esta época el territorio actual de la villa del Son, y con los vecinos de Muros. A principios del siglo XVII la parroquia de Puerto del Son tenía 100 feligreses, Miñortos 33, Nebra 70, Goyanes 34, Baroña 34, Queiruga 30, Caamaño 40, Ribasieira 14, Juno 34 y Muro 34.
En 1773 se le concede a Puerto del Son la celebración de una feria mensual y el título de Villa, conociéndose en ese momento como Villa y Puerto del Son. En 1774 se elaboran los primeros estatutos del Gremio de Mareantes.
En la segunda mitad del siglo XVIII aparecen en Puerto del Son las primeras fábricas de salazón. En 1806 se instala en Puerto del Son José Ramón Itllas, el primero de los catalanes que desarrollarán la industria de salazón en el territorio. Entre 1806 y 1810 se establecen en la ría muchos otros industriales de apellido catalán.

### Edad Contemporánea
La invasión francesa de España alteró la vida en Puerto del Son como en el resto de España, pero lo cierto es que los franceses nunca llegaron hasta el municipio, aunque sí a Noya. En 1812, con la constitución de Cádiz, se adopta el liberalismo en España y queda abolido el señorío jurisdiccional de Noya, del cual dependía Puerto del Son, que pasa a ser un municipio independiente. Se eligen por primera vez juez y alcalde propios para el municipio y sin intervención del arzobispado. Juan Maneiro fue el primer juez de Puerto del Son. 
Con el regreso de Fernando VII la constitución de 1812 queda abolida, se retorna al Antiguo Régimen y se restauran los señoríos jurisdiccionales incluido el de Noya. En 1833, luego de la Muerte de Fernando VII, se adopta el liberalismo definitivamente y en 1835 se crea el municipio de Puerto del Son de nuevo, de forma que su independencia queda ratificada definitivamente. En 1836 la parroquia de Camboño, que en principio formaba parte del nuevo municipio sonense, pasó a formar parte del vecino municipio de Lousame.
El siglo XIX es el periodo de esplendor de la industria de salazón, pero a finales del siglo comienza su decadencia, debido a la escasez de sardina, que se acentúa a principios del siglo XX. La mayor parte de las fábricas de salazón cierran entre 1910 y 1915. Esto, sumado a fijación de arbitrios por parte del gobierno municipal, provocó el descontento de los vecinos lo que llevó a la organización de manifestaciones, resistencia al pago de cuotas, enfrentamientos con la Guardia Civil, etc.

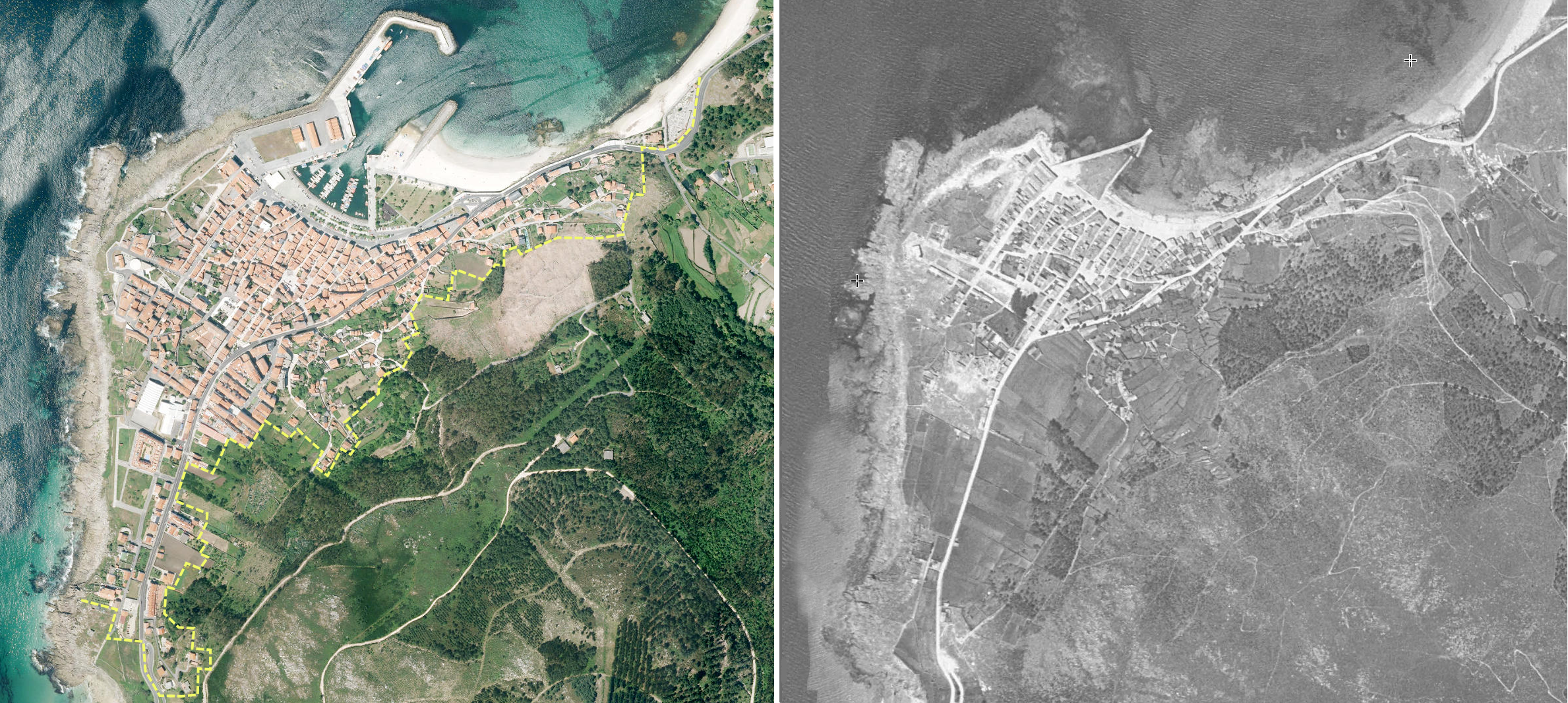
Imágenes aéreas de Puerto del Son. Ortofoto de 2017 y foto aérea de 1955.

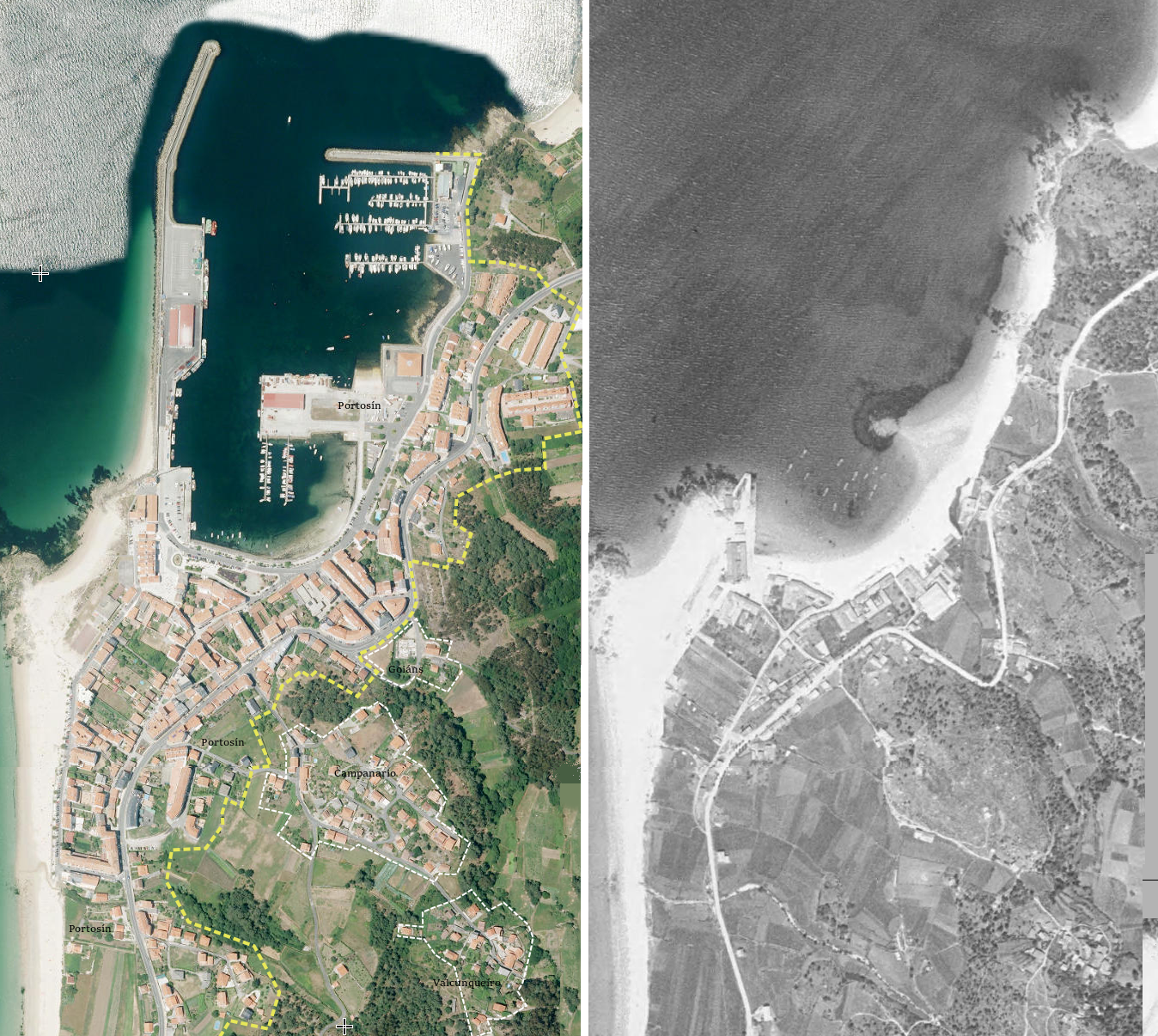
Imágenes aéreas de Portosín. La imagen de la izquierda es una ortofoto de 2017 mientras que la imagen de la derecha corresponde a una foto aérea de 1955.

En este contexto de descontento se daría uno de los episodios más tristes en la historia de Puerto del Son, conocido como "los sucesos de Nebra" o de los Mártires de Cans, cuando el 12 de octubre de 1916, en una manifestación en la localidad de Cans, en la parroquia de Nebra, la Guardia Civil disparó contra los trabajadores que se manifestaban en el lugar, dando lugar a 5 muertes y más de 30 heridos, entre los que se encontraban 2 guardias civiles. 
Los años siguientes a estos sucesos fueron de renovada actividad económica en el que florecieron en el municipio sectores como la construcción naval, las fábricas de conserva y comienza a aparecer y renovarse la actividad portuaria en Portosín. Fruto de esto Portosín comenzaría su desarrollo y crecimiento, pues en esta época la futura villa era superada en población por muchas otras localidades del municipio. El declive de estas industrias por la competencia de las empresas conserveras en el primer tercio del pasado siglo coincidió con el éxodo masivo a América, y especialmente al área del Río de la Plata.
La emigración al Río de la Plata, y especialmente de marineros a Trintxerpe, Cádiz y Huelva, como principales destinos, será intensa hasta el comienzo de la Guerra Civil y tendrá una segunda fase a partir de la década de 1950.
En esta primera mitad del siglo XX, anterior al comercio por carretera, el comercio de Puerto del Son se suministraba por medio del puerto de Vigo. Además existía un servicio marítimo entre Puerto del Son y Noya con una lancha a remo y a vela.
Después de la Guerra Civil se produce un éxodo hacia países de Europa occidental en busca de una mejor vida. Muchos marineros del municipio se embarcaban desde diferentes puertos españoles en barcos pesqueros de esta y otras nacionalidades a destinos como el Gran Sol.
Con la crisis del transporte marítimo, se produce el regreso masivo de marineros. La industria conservera, que fuera un importante pilar de la economía sonense a lo largo del siglo, entra en decadencia. La fábrica de Portosín cerró, y la de Puerto del Son estuvo paralizada varios años, aunque después retomó la actividad.  
El mar sigue siendo un elemento imprescindible en la economía del municipio, pero a los usos tradicionales que había tenido, en la actualidad hay que sumar las playas, el turismo o la navegación deportiva.

## Política

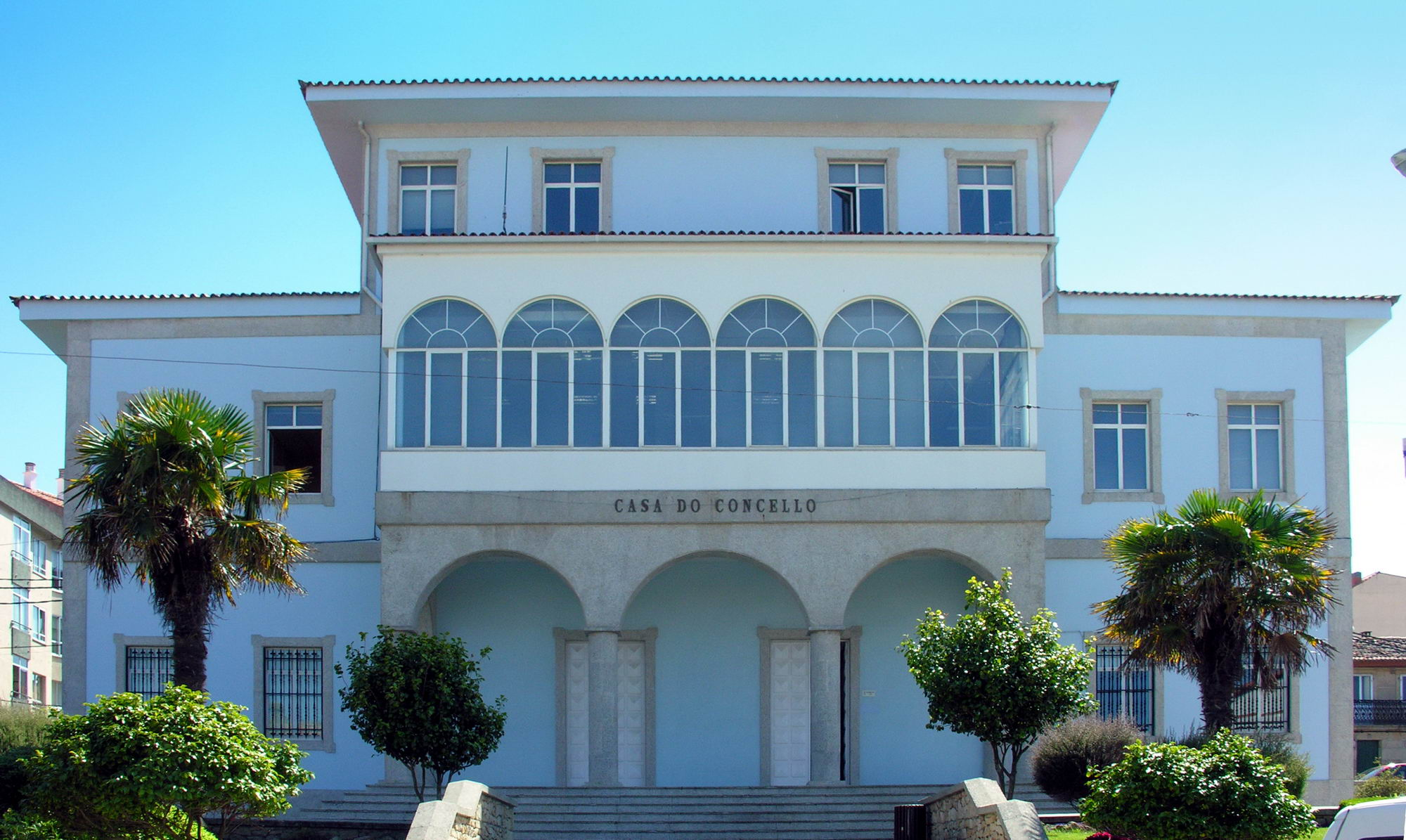
Ayuntamiento de Puerto del Son.

Se sabe que el primer juez del municipio elegido sin la intervención del arzobispado fue Juan Maneiro. 
En democracia el primer alcalde de Puerto del Son fue Antonio González Groveiro, militante del PCG que se presentó a las elecciones municipales de 1979 encabezando la lista de AMDG a la alcaldía. Fue elegido alcalde gracias a un pacto de gobierno. En 1983 se presenta a alcalde encabezando la lista del PSOE, con el que consiguió mayoría absoluta. En 1987 y 1991 repitió con el PSOE y también consiguió mayoría absoluta en ambas ocasiones.
En 1992 Antonio González Groveiro abandonó junto a otros 8 ediles el PSOE, y se presentó a alcalde por el PP en 1995 pero no logró mantenerse en la alcaldía debido a un pacto entre PSOE y BNG. De esta forma fue elegido alcalde Ramón Quintáns Vila, del PSOE, que ya fuera concejal y teniente de alcalde durante el gobierno de Groveiro bajo las siglas socialistas. Quintáns Vila fue reelegido alcalde luego de las elecciones municipales de 1999 y 2003, sin mayoría absoluta.
En las elecciones de 2007 fue elegido alcalde Manuel Tomé Piñeiro en un gobierno en minoría, pero en 2009, tras una moción de censura, pasó a ser alcalde Xoán Pastor Rodríguez del PSOE.
En las elecciones municipales de 2011 fue elegido alcalde José Luis Oujo Pouso sin mayoría absoluta, que repetirá luego de las elecciones municipales de 2015 con mayoría absoluta. 
| Periodo   | Nombre                                                          | Partido       |
| --------- | --------------------------------------------------------------- | ------------- |
| 1979-1983 | Antonio González Groveiro                                       | PCG           |
| 1983-1987 | Antonio González Groveiro                                       | PSdeG-PSOE    |
| 1987-1991 | Antonio González Groveiro                                       | PSdeG-PSOE    |
| 1991-1995 | Antonio González Groveiro                                       | PSdeG-PSOE/PP |
| 1995-1999 | Ramón Quintáns Vila                                             | PSdeG-PSOE    |
| 1999-2003 | Ramón Quintáns Vila                                             | PSdeG-PSOE    |
| 2003-2007 | Ramón Quintáns Vila                                             | PSdeG-PSOE    |
| 2007-2011 | Manuel Tomé Piñeiro (07-09) Pastor Santamaría Rodríguez (09-11) | PP PSdeG-PSOE |
| 2011-2015 | Luís Oujo Pouso                                                 | PP            |
| 2015-2019 | Luís Oujo Pouso                                                 | PP            |
| 2019-2023 | Luís Oujo Pouso                                                 | PP            |

| Elecciones municipales, 26 de mayo de 2019 |       |         |            |
| Partido                                    | Votos | %       | Concejales |
| PP                                         | 2853  | 51,05 % | 7          |
| PSOE                                       | 1444  | 25,84 % | 3          |
| BNG                                        | 1240  | 22,19 % | 3          |

- Alcalde electo: José Luis Oujo Pouso (PP).
- Votantes: 5651 (72,26%)
- Abstención: 2169 (27,74%)

| Elecciones municipales, 25 de mayo de 2015 |       |         |            |
| Partido                                    | Votos | %       | Concejales |
| PSOE                                       | 996   | 17,58 % | 2          |
| PP                                         | 2641  | 48,06 % | 7          |
| BNG                                        | 888   | 16,16 % | 2          |
| PortodoS                                   | 934   | 17 %    | 2          |

- Alcalde electo: José Luis Oujo Pouso (PP).
- Votantes: 5609 (69.63%)
- Abstención: 2446 (32,99%)

| Elecciones municipales, 22 de mayo de 2011 |       |         |            |
| Partido                                    | Votos | %       | Concejales |
| PSOE                                       | 1.200 | 21,34 % | 3          |
| PP                                         | 2.208 | 39,27 % | 5          |
| BNG                                        | 1.237 | 22 %    | 3          |
| A.V.S.                                     | 837   | 14,89 % | 2          |

- Alcalde electo: José Luis Oujo Pouso (PP).
- Votantes: 5.753 (69,72%)
- Abstención: 2499 (25,46%)

| Elecciones municipales, 27 de mayo de 2007 |       |         |            |
| Partido                                    | Votos | %       | Concejales |
| PSOE                                       | 1.594 | 26,34 % | 5          |
| PP                                         | 1.978 | 32,69 % | 6          |
| BNG                                        | 1.394 | 23,04 % | 2          |
| IXPDOS                                     | 409   | 6,76 %  | 1          |
| A.V.S.                                     | 373   | 6,22 %  | 1          |
| P.G.                                       | 154   | 2,57 %  | 0          |

- Alcalde electo (2007-2009): Manuel Tomé Piñeiro (PP).
- Alcalde electo (2009-2011): Xoán Pastor Rodríguez (PSOE).
- Votantes: 6.054 (64,4%)
- Abstención: 3346 (35,63%)

## Economía
En el año 2001 la tasa de actividad del municipio era del 45,2% y el paro de 9,1%. Por sectores, el sector terciario es el predominante, pues ocupa un 42,3% de los trabajadores sonenses. El sector secundario, con una ocupación predominante de la construcción, ocupa a un 33% de los trabajadores. Y el sector primario es el minoritario, ocupando a un 24% de los trabajadores sonenses, la mayoría en actividades pesqueras.
El paro bajó en el municipio constantemente desde enero de 2015 llegando a tener 620 personas paradas en junio de 2015. En mayo de 2013 el paro alcanzó su máximo en el municipio con 798 personas paradas. El número de afiliados a la seguridad social en marzo de 2015 era de 2.693 personas. 
El número de empresas en el municipio en el año 2000 era de 338. En el año 2009 llegó a su máximo con 482 personas y desde ese año el número de empresas no ha parado de disminuir reduciéndose a 475 empresas en el año 2013. En el año 2013 se cerraron 55 empresas y se crearon 40, su mínimo desde el año 2000.
En el año 2014 la deuda municipal era de 2.809.000 de € reduciéndose considerablemente desde el año 2012 cuando alcanzó su máximo de 4.129.000 de €.
El número de bovinos en 2012 era de 581 con 122 explotaciones en total.  
La renta media por habitante en el municipio en el año 2000 era de 6.138,08 € y no paró de crecer hasta que en el año 2009 era de 12.235,25 € por año. 

## Geografía humana

### Demografía
Cuenta con una población de 9064 habitantes (INE 2024).
| Gráfica de evolución demográfica de Porto do Son entre 1842 y 2021 |
| |
| Población de derecho según los censos de población del INE Población de hecho según los censos de población del INEEn estos censos se denominaba Son: 1842, 1857, 1860, 1877, 1887, 1897, 1900, 1910, 1920, 1930 y 1940 En estos censos se denominaba Puerto del Son: 1950, 1960, 1970 y 1981 |

La población aumentó ligeramente hasta la mitad del siglo XX, cuando comenzó a bajar lenta pero progresivamente, con pequeñas variaciones. Esto se debe a la baja natalidad y a una emigración que se lleva a una parte significativa de la población al exterior, lo cual es constante en la mayoría de los municipios de Galicia.
| Evolución de la población de Puerto del Son - desde 1900 hasta 2022 -                                                                |      |        |        |        |      |         |         |         |          |          |          |          |
| 1900 | 1930 | 1950   | 1981   | 2004   | 2007 | 2010    | 2011    | 2012    | 2013     | 2020     | 2021     | 2022     |
| 9244 | 9682 | 10 876 | 11 102 | 10 039 | 9899 | {{{7}}} | {{{8}}} | {{{9}}} | {{{10}}} | {{{11}}} | {{{12}}} | {{{13}}} |
| Fuentes: INE e IGE (Los criterios de registro censal variaron entre 1900 y 2011, y los datos del INE y del IGE pueden no coincidir.) |      |        |        |        |      |         |         |         |          |          |          |          |

En el año 2014 la población es de 9.571 personas y el número de extranjeros en el municipio es de 137 personas. Desde 1979, año en el que nacieron en el municipio 217 personas, el número de nacimientos se ha ido reduciendo constantemente; en el año 2001 se produjo el menor número de nacimientos, 58, y en el año 2013 nacieron en el municipio 72 personas y fallecieron 120.
Debido a esto el número de habitantes del municipio se reduce año a año, y la edad media aumenta. La edad media en el año 2000 era de 41,2 años mientras que en el año 2014 era de 46,2 años.

## Parroquias
Parroquias que forman parte del municipio:
- Baroña (San Pedro)
- Caamaño (Santa María)
- Goyanes[17]
- Juno[17]
- Miñortos (San Martiño)
- Muro (San Pedro)
- Nebra (Santa María)
- Noal (San Vicente)
- Queiruga (Santo Estevo)
- Ribasieira (San Fins)

## Localidades

Mapa de la península del Barbanza y la zona norte de la ría de Muros y Noya, en color los municipios de la comarca de Noya con todas sus localidades, que figuran en el INE y en los respectivos Planes generales de ordenación municipal. Puerto del Son en morado.

Según el INE el municipio agrupa 146 núcleos de población pero según el PGOM de Puerto del Son, además de estos, el municipio tiene varios más. De todas estas localidades solo 2 son núcleos urbanos. Estos núcleos urbanos son las dos villas del municipio: Portosín y Puerto del Son. 
Las localidades restantes son núcleos rurales, más concretamente aldeas, excepto A Belga, en Nebra, que es considerada un caserío. Los núcleos rurales más separados de las vías principales se han estancado en su crecimiento, manteniendo su núcleo tradicional.
En cambio, los núcleos rurales que están asentados sobre la AC-550, que es la vía principal que atraviesa el municipio y conecta Noya con Riveira, se han expandido considerablemente a lo largo de esta transitada vía, abandonando su extensión tradicional y aumentando su terreno de forma considerable, de forma que muchas de estas localidades se enlazan unas con otras y ya no pueden expandirse más. Debido a esto a veces resulta difícil identificar donde acaba una población y comienza otra. 
Esto también sucede con el núcleo urbano de Portosín pues, actualmente debido a su crecimiento, la villa enlaza con otros núcleos rurales limítrofes como O Mariño, Freixido o O Campanario.
Las aldeas de Igrexa (Baroña), Barrento, Caamaño, Campanario, Cruz, Pulida, Portal, Beneso, Eiravedra, Mantoño, Pozo, A Silva, Cabanela, Laxes, Noal, Braña, Igrexa (Queiruga), Santa Lucía, Mañufe, Tarrio, Campanario (Juno), Carrapatal y Carballido debido a su crecimiento en los últimos años tienen ciertas características de núcleo urbano, pero son considerados núcleos rurales, pues carecen de la complejidad y el substrato físico propio de los núcleos urbanos.

### Puerto del Son
Puerto del Son (en gallego y oficialmente Porto do Son) es la localidad más poblada del municipio, así como su capital, de la cual toma el nombre el municipio. Está en la parroquia de San Vicente de Noal acurrucada entre el mar y el monte Dordo.
En 2015 tenía una población de 2076 habitantes (1040 hombres y 1036 mujeres). Es un núcleo urbano, más concretamente una villa, considerada así desde 1773.
Destacan de esta localidad la plaza de España, aunque no es muy grande, hay algunos bares y comercios. También está el centro de interpretación del Castro de Baroña, un edificio antiguo que sirve de exposición y en el que se encuentran algunos objetos antiguos, tanto del Castro de Baroña como de otros lugares del municipio. En esta localidad también está la casa consistorial del municipio, la casa de la cultura y un mirador llamado la Atalaia donde se encuentra una capilla a la orilla del mar. Además cuenta con un pequeño muelle pesquero y una escollera que juntos forman una pequeña bahía por donde pasa un pequeño paseo marítimo. La cofradía de pescadores y la lonja están en el puerto mientras que la plaza de abastos se encuentra en primera línea de costa. La villa cuenta con varias playas como Fonforrón, O Cruceiro o Subiglesia.

### Portosín

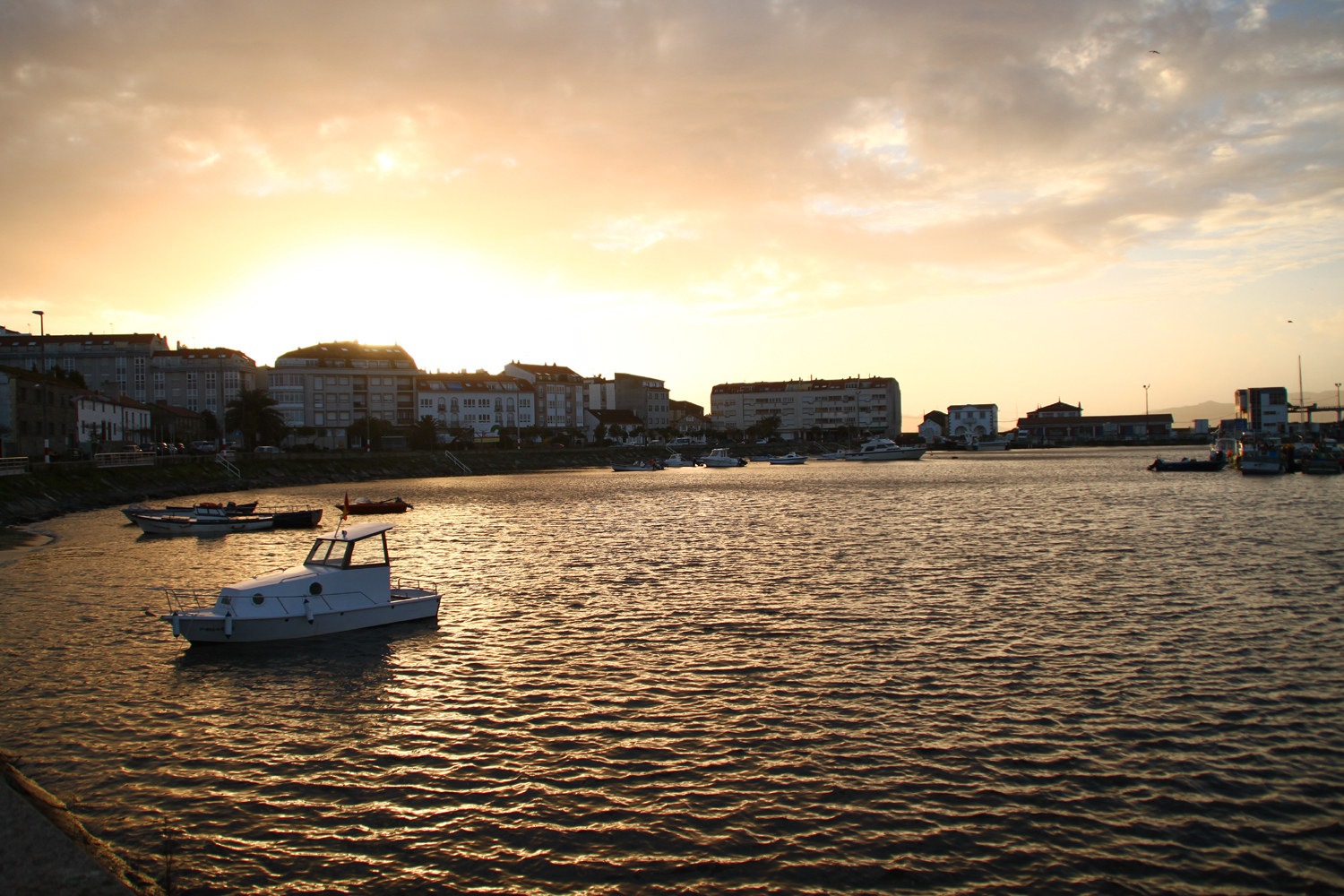
Portosín.

Portosín es la segunda localidad más poblada del municipio. Es una pequeña villa situada en la parroquia de Goyanes. En 2015 tenía una población de 594 habitantes (297 hombres y 297 mujeres).
Tiene puerto pesquero y un club náutico, el Real Club Náutico de Portosín, que se trata de un importante foco de turismo dentro del municipio. Además a los pies de esta villa está la playa de Coira.
Se cree que existía una villa romana en la antigüedad en la ubicación de Portosín. En el siglo XX hubo varias fábricas en la villa, sobre todo relacionadas con la conserva. 
La villa ha experimentando un gran crecimiento y expansión en los últimos años. Actualmente debido a su crecimiento la villa enlaza con otros núcleos rurales limítrofes como O Mariño, Freixido o O Campanario.
El considerado territorio urbano de Portosín, no ha sido urbanizado completamente todavía, en parte, debido a la gestión necesaria para poder edificar en esta zona.

### Entidades de Población
| Num | Parroquia  | Entidades de población (Lugares) | Superficie (km²) | Población (2017) (hab) |
| --- | ---------- | --- | ---------------- | ---------------------- |
| 1   | Miñortos   | A Amoreira • Boiro • Bouzas • O Coto • O Fieiro • A Fontenla • A Gafa • Linteiros • O Souto • A Telleira | 3,6              | 453                    |
| 2   | Goyanes    | Valcunqueiro • Beneso • O Campanario • Eiravedra • Freixido • Goyanes (A Igrexa) • Mantoño • A Motega • Portosín • O Pozo • A Silva • Alto da Olveira • Cadeiras • San Caetano • Monte do Castro | 7,37             | 1545                   |
| 3   | Nebra      | A Belga • Calo • Cans • Carantoña • Castrallón • Coira • O Curro • A Escorrentada • Foloña • Nebra (A Igrexa) • Xosin • Orseño • O Pazo • Pedra do Lobo • Pedreisoas • Perceboi • O Campo do Prado • Puilla • Puilla Boa • Queiro • Quintáns • Resua • Sendía • Sobrado • Tores • Ieste • A Perdigueira • O Empalme • Cornido • Jansin • Aguieira                                                                                               | 16,31            | 733                    |
| 4   | Noal       | Agrelo • Cabanela • Castelo • O Catadoiro • Cabeiro • Laranga • As Laxes • Loreto • Noal • O Outeiro • Puerto del Son • Torón | 9,59             | 2477                   |
| 5   | Baroña     | Abuín • A Arnela • Baroña (A Igrexa-O Campanario)* • Lavandeira • Montemuíño • Orellán • Penas • Raña • Soane • Tarrio • Udres • Vilar • O Lagarto • Lamelas • Covelo | 13,22            | 680                    |
| 6   | Queiruga   | A Devesa • Goltar • Gourís • A Igrexa • Queiruga • Santa Lucía • Tarela • Tarrio • Bilicosa • Xestas • O Dique • Nadelas • O Campo | 4,93             | 840                    |
| 7   | Ribasieira | A Madanela • Bustuguillade • Bustoseco • Cabrais • Calvelle • Godón • Pousacarro • Inxerto • Tara • Xufres • Cabrais de Abaixo | 7,89             | 88                     |
| 8   | Caamaño    | Caamaño • O Campanario • O Candeiro • A Cruz • Corzo • Espearrelle • O Portal • A Ponte • Pouso • As Pulidas • O Rosío • O Barrento • Lagoela • Pedra Furada (A Capela) | 6,21             | 654                    |
| 9   | Juno       | Abelendo • A Agra • A Aradiza • O Campanario • O Carballal • Carballido • O Carrapatal • O Castelo • As Cernadas • A Coviña • O Cruceiro • O Curro • O Foxo • Guiandon • Laranga • As Laxes • O Moucho • Outón • Parada • Pedras Altas • Pocilgas • Pozo Negro • Pozocho • Prado do Monte • Sieira • As Trabes • Trasdoanes • Ventoso • Bistipoi • O Zapatal • O Moucho • A Escola • A Barcia • O Campo da Batalla • As Furnas • Costa do Curro | 11,67            | 1026                   |
| 10  | Muro       | Alboreda • Basoñas • O Campo de Patas • Carballosa • Cimadevila • Fonte Espiñosa • Muro (A Igrexa) • O Lapido • Santa Clara de Novás • Rial • Seráns • Grandemaior • A Pedreira • O Canido • O Anovado | 11,27            | 865                    |

(*) Entidades singulares de población en el INE que corresponden a zonas de un único núcleo en el PGOM. En itálica lugares que figuran en el PXOM pero no en el INE. 
Además de estas existen una serie de topónimos que ya no figuran como asentamientos independientes pues han sido absorbidos por el núcleo urbano de Portosín. Estas poblaciones son O Mariño, A Richoliña y parcialmente O Campanario. 

## Cultura y Deporte

### Fiestas
El día formal de la fiesta es el señalado en la lista pero en algunos casos las celebraciones pueden extenderse durante varios días antes o después.
| Fecha                                    | Celebración                                | Lugar                                         |
| ---------------------------------------- | ------------------------------------------ | --------------------------------------------- |
| 21/22 de enero                           | Fiestas de San Vicente de Noal             | Puerto del Son, Noal                          |
| Abril                                    | Fiestas de Caamaño                         | Caamaño                                       |
| 9/10 de julio                            | Fiesta de As Pardiñas                      | Capilla de As Pardiñas en Linteiros, Miñortos |
| 16/17/18 de julio                        | Fiestas de Juno                            | Juno                                          |
| 24/25/26 de julio                        | Fiestas de Queiruga                        | Queiruga, Queiruga                            |
| Último fin de semana de julio            | Feria celta de Puerto del Son              | Villa de Puerto del Son, Noal                 |
| Primer fin de semana de agosto           | Fiesta hortera de Puerto del Son           | Villa de Puerto del Son, Noal                 |
| 7/8/9 de agosto                          | Fiestas de San Caetano                     | San Caetano, Goyanes                          |
| 13/14 de agosto                          | Currro da Enxa                             | Monte Enxa                                    |
| En Verano (Fecha variable)               | Fiesta Mariñeira de Portosín               | Portosín, Goyanes                             |
| 13 de agosto                             | Fiesta del Pulpo                           | Villa de Puerto del Son, Noal                 |
| Algún fin de semana de agosto (Variable) | Fiestas del Carmen en Portosín             | Portosín, Goyanes                             |
| 7,8,9,10,11 de septiembre                | Fiestas del Loreto de Puerto del Son, Noal | Villa de Puerto del Son                       |

## Lugares de interés
- Portosín
- Puerto del Son
- Castro de Baroña
- Praia das Furnas
- Mirador de Monte Enxa
- Puente romano
- Playa Fonforrón
- Cascada Ribasieira
- Capilla Atalaia
- Iglesia de Santa María de Nebra